# Groupe de NGC 3261
Le groupe de NGC 3261 est un trio de galaxies situé dans la constellation des Voiles. La distance moyenne entre ce groupe et la Voie lactée est d'environ 44,0 Mpc (∼144 millions d'al). 

## Membres
Le tableau ci-dessous liste les trois galaxies du groupe indiquées dans l'article de A.M. Garcia paru en 1993. Ce trio de galaxies fait partie du superamas de l'Hydre-Centaure.
| Nom       | Class.   | Type           | α (J2000.0)   | δ (J2000.0)  | Vitesse radiale (km/s) | m    | Distance (Mpc) | Diamètre (kal) |
| --------- | -------- | -------------- | ------------- | ------------ | ---------------------- | ---- | -------------- | -------------- |
| NGC 3256  | Sb? pec  | Spirale        | 10h 27m 51.3s | -43° 54′ 13″ | 2804 ± 6               | 11,5 | 45,7 ± 3,2     | 390            |
| NGC 3261  | SB(rs)bc | Spirale barrée | 10h 29m 01.4s | -44° 39′ 25″ | 2563 ± 5               | 11,2 | 42,1 ± 3,0     | 130            |
| NGC 3256C | SB(rs)d  | Spirale barrée | 10h 29m 05.7s | -43° 50′ 57″ | 2719 ± 45              | 12,6 | 44,4 ± 3,2     | 101            |

Le site DeepskyLog permet de trouver aisément les constellations des galaxies mentionnées dans ce tableau ou si elles ne s'y trouvent pas, l'outil du site constellation permet de le faire à l'aide des coordonnées de la galaxie. Sauf indication contraire, les données proviennent du site NASA/IPAC. 